# 毒海浮生
《毒海浮生系列》（英語：Drug Battle Series）是香港電台電視部拍攝在1999年至2013年製作的節目系列。節目由禁毒基金贊助，根據戒毒康復者的真實個案改編，讓公眾明白販毒會引致嚴重後果。
本節目系列共分為七輯，第一至第五輯名為《毒海浮生》，五輯的集數分別共分為4、9、5、8及8集；第六輯名為《毒海浮生 青年心曲》，共分為8集；第七輯名為《毒海論浮生》，共分為4集。

## 節目異處
第一至第三輯及第五輯節目是單元實況劇，內容有每集不同演員演出關於戒毒真實個案改編的故事。其中第三輯節目與明愛合作。
第四輯及第六輯節目是禁毒資訊節目，內容介紹了認識戒毒的消息、教育、宣傳、廣告等不同製作方式。

## 每集主題

### 第一輯
| 集數 | 播映日期 | 主題     |
| 01   | 2月27日  | 斷絕     |
| 02   | 3月6日   | 變調     |
| 03   | 3月13日  | 超出戒限 |
| 04   | 3月20日  | 父與子   |

### 第二輯
| 集數 | 播映日期 | 主題               |
| 01   | 2月25日  | 黑色之後是不是紅色 |
| 02   | 3月4日   | 機會               |
| 03   | 3月11日  | 白晝的夢魘         |
| 04   | 3月18日  | 沒有家的日子       |
| 05   | 3月25日  | 在青春遊樂場上起飛 |
| 06   | 4月1日   | 沉睡半生           |
| 07   | 4月8日   | 回家               |
| 08   | 4月15日  | 拆牆               |
| 09   | 4月22日  | 再來一曲           |

### 第三輯
| 集數 | 播映日期 | 主題       |
| 01   | 8月12日  | 不平凡爸爸 |
| 02   | 8月19日  | 玩。有期限 |
| 03   | 8月26日  | 肖子       |
| 04   | 9月2日   | 失落的美麗 |
| 05   | 9月9日   | 毒流感     |

### 第四輯
| 集數 | 播映日期 | 主題           |
| 01   | 2月6日   | 「零容忍」以外 |
| 02   | 2月13日  | 救不救         |
| 03   | 2月20日  | 不是零和遊戲   |
| 04   | 2月27日  | 康復之路       |
| 05   | 3月6日   | 禁毒宣傳新世代 |
| 06   | 3月13日  | 濫藥媽媽       |
| 07   | 3月20日  | K型社會        |
| 08   | 3月27日  | 少數服從多數   |

### 第五輯
| 集數 | 播映日期 | 主題                  |
| 01   | 12月25日 | 他不寂寞（一）        |
| 02   | 1月1日   | 他不寂寞（二）        |
| 03   | 1月8日   | 他不寂寞（三）        |
| 04   | 1月15日  | 開心share十七歲（一） |
| 05   | 1月22日  | 開心share十七歲（二） |
| 06   | 1月29日  | 開心share十七歲（三） |
| 07   | 2月5日   | 我選我路（上）        |
| 08   | 2月12日  | 我選我路（下）        |

### 第六輯
| 集數 | 播映日期 | 主題           |
| 01   | 4月27日  | 人在邊緣       |
| 02   | 5月4日   | 誰之過         |
| 03   | 5月11日  | 他的抉擇       |
| 04   | 5月18日  | 情歸何處       |
| 05   | 5月25日  | 同途末路       |
| 06   | 6月1日   | 她與他與它     |
| 07   | 6月8日   | 在職吸毒的迷思 |
| 08   | 6月15日  | 吸毒減壓的因局 |

### 第七輯
| 集數 | 播映日期 | 主題         |
| 01   | 8月4日   | 禁得其所？   |
| 02   | 8月11日  | 家庭作孽     |
| 03   | 8月18日  | 不一樣的職青 |
| 04   | 8月25日  | 玩上癮       |

## 評價和獎項
在2013年，節目獲得2013电视节目欣赏指数季度欣赏指数榜首。
| 頒獎典禮                                | 獲獎獎項           |
| 第一輯                                  | 第一輯             |
| --------------------------------------- | ------------------ |
| 1999年度電視欣賞指數 調查最佳節目頒獎禮 | 最佳電視節目第四位 |
| 1999年紐約電影電視節                    | 優異獎（青年節目） |
| 第二輯                                  |                    |
| 2003年度電視欣賞指數 調查最佳節目頒獎禮 | 最佳電視節目第十位 |
| 第三輯                                  |                    |
| 2009年度電視節目 欣賞指數調查           | 最佳電視節目第九位 |

## 外部連結
- 香港電台節目網站 - 毒海浮生（第三輯） （页面存档备份，存于）
- 香港電台節目網站 - 毒海浮生（第四輯） （页面存档备份，存于）
- 香港電台官方網站 - 毒海浮生（第四輯） （页面存档备份，存于）
- 香港電台節目網站 - 毒海浮生（第五輯） （页面存档备份，存于）
- 香港電台節目網站 - 毒海浮生（第六輯） （页面存档备份，存于）
- 香港教育電視特備網站 - 毒海浮生（第五輯及第六輯） （页面存档备份，存于）
- 香港電台電視節目資料庫相關網站 - 毒海浮生（第一輯） （页面存档备份，存于）
- 香港電台電視節目資料庫相關網站 - 毒海浮生（第二輯） （页面存档备份，存于）
- 香港電台電視節目資料庫相關網站 - 毒海浮生（第三輯） （页面存档备份，存于）
- 香港電台電視節目資料庫相關網站 - 毒海浮生（第四輯） （页面存档备份，存于）